# Dmitriy Gruzdev
Dmitriy Gruzdev, né le 13 mars 1986 à Tselinograd (aujourd'hui Astana), est un coureur cycliste kazakh. Il a notamment été champion du Kazakhstan du contre-la-montre en 2011 et 2012 et champion d'Asie du contre-la-montre en 2014 et 2017.

## Biographie
En 2005, Dmitriy Gruzdev est médaillé de bronze de la course en ligne aux championnats d'Asie sur route. En 2006, il est membre de l'équipe continentale kazakhe Capec. Aux Jeux asiatiques, il remporte la médaille d'or du contre-la-montre par équipes avec l'équipe kazakhe, qu'il forme avec Ilya Chernyshov, Alexandr Dymovskikh et Andrey Mizourov, également membres de Capec.
En 2007, Gruzdev est vice-champion du Kazakhstan du contre-la-montre, battu de douze secondes par Alexsandr Dyachenko. Aux championnats du monde sur route à Stuttgart, dans la catégorie des moins de 23 ans, il est 21e du contre-la-montre et 87e de la course en ligne.
En 2008, il est membre de l'équipe continentale kazakhe Ulan. Aux championnats du Kazakhstan, il est cinquième de la course en ligne et septième du contre-la-montre. Avec l'équipe nationale espoirs, il participe aux championnats du monde sur route à Varèse, où il est 45e du contre-la-montre et abandonne lors de la course en ligne. En fin de saison, il gagne le prologue du Tour de Hainan, dont il prend la quatrième place finale.
Aux championnats d'Asie 2011, Dmitriy Gruzdev est cinquième de la course en ligne et deuxième du contre-la-montre, devancé par Eugen Wacker. Quelques mois plus tard, il devient champion du Kazakhstan du contre-la-montre, puis se classe deuxième du Tour du lac Qinghai. Il intègre l'UCI ProTeam kazakhe Astana en tant que stagiaire pour la fin de la saison. Aux championnats du monde sur route à Copenhague, il est cette fois sélectionné en catégorie élites. Il est 36e du contre-la-montre.
En 2012, il est engagé par l'équipe Astana. Il est à nouveau battu par Eugen Wacker au championnat d'Asie du contre-la-montre en début de saison. Il conserve son titre de champion du Kazakhstan du contre-la-montre en juin. En septembre, il participe aux championnats du monde sur route dans le Limbourg néerlandais. Avec Astana, il prend la onzième place du nouveau championnat du contre-la-montre par équipes de marques. Il prend ensuite la sixième place du contre-la-montre individuel, à près de 2 minutes du vainqueur Tony Martin.
Au mois d'août 2016 il prolonge le contrat qui le lie à la formation Astana.
En 2018, il participe au Tour de France mais arrive hors-délai lors de la douzième étape courue dans les Alpes.

## Palmarès
- 2005

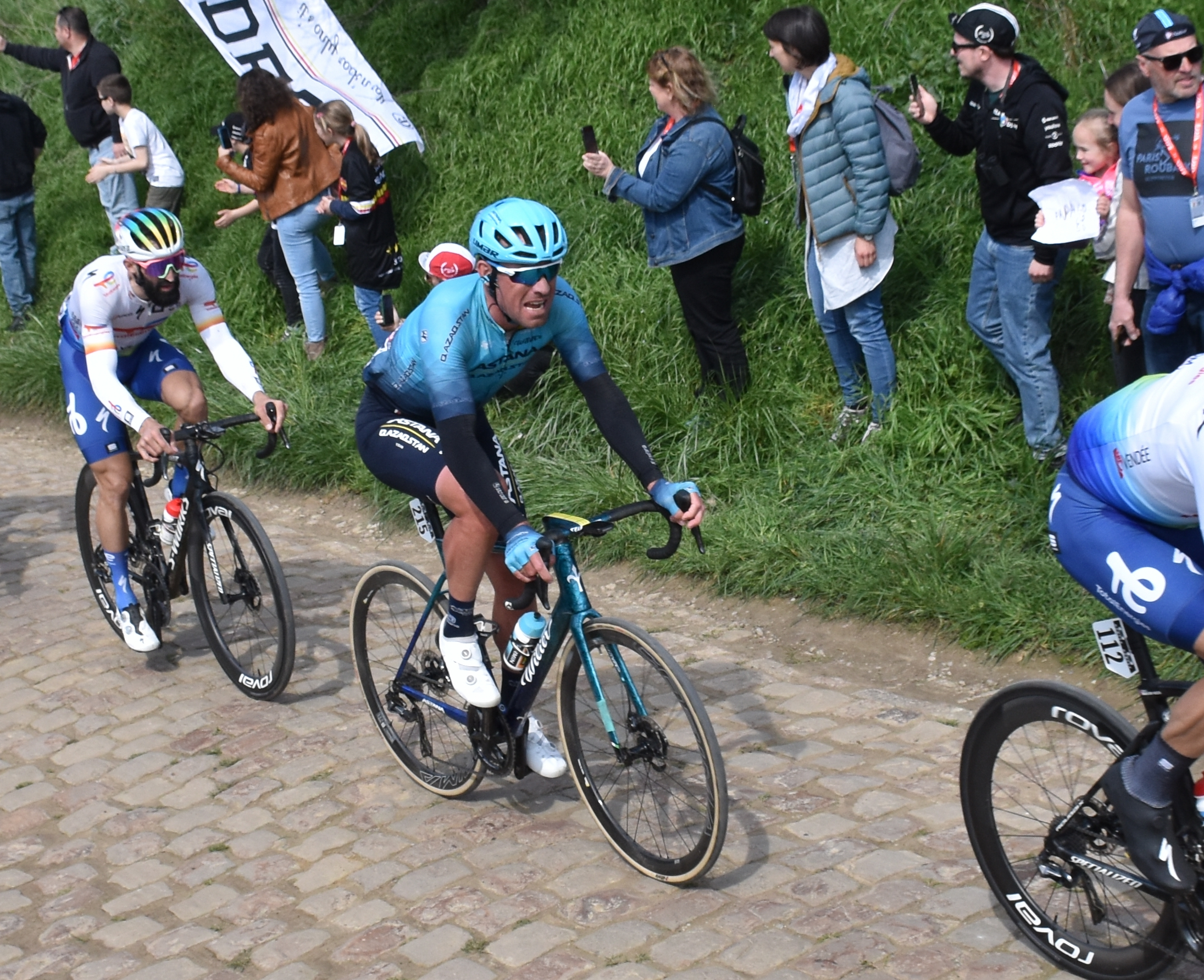
Paris-Roubaix 2023 - Secteur pavé de Quiévy à Saint-Python - N° 215 Dmitriy Gruzdew.

  -  Médaillé de bronze au championnat d'Asie sur route
- 2006
  -  Médaillé d'or du contre-la-montre par équipes aux Jeux asiatiques (avec Ilya Chernyshov, Alexandr Dymovskikh et Andrey Mizourov)
- 2007
  - 2e du championnat du Kazakhstan du contre-la-montre
- 2008
  - Prologue du Tour de Hainan
- 2009
  - 3e du championnat du Kazakhstan sur route
- 2011
  -  Champion du Kazakhstan du contre-la-montre
  -  Médaillé d'argent au championnat d'Asie du contre-la-montre
  - 2e du Tour du lac Qinghai
- 2012
  -  Champion du Kazakhstan du contre-la-montre
  - Tour de Hainan :
    - Classement général
    - 7e étape

  -  Médaillé d'argent au championnat d'Asie du contre-la-montre
  - 6e du championnat du monde du contre-la-montre
- 2014
  -  Champion d'Asie du contre-la-montre
  -  Médaillé de bronze au championnat d'Asie sur route
- 2016
  -  Champion du Kazakhstan du contre-la-montre
  - 2e étape du Tour de Burgos (contre-la-montre par équipes)
- 2017
  -  Champion d'Asie du contre-la-montre
  -  Champion d'Asie du contre-la-montre par équipes
- 2019
  -  Champion d'Asie du contre-la-montre par équipes
  - 2e du championnat du Kazakhstan du contre-la-montre
- 2023
  -  Champion d'Asie du contre-la-montre par équipes mixtes
  - 2e du championnat du Kazakhstan du contre-la-montre
- 2024
  -  Champion du Kazakhstan sur route
  -  Champion du Kazakhstan du contre-la-montre
  -  Champion d'Asie du contre-la-montre par équipes mixtes
  -  Médaillé d'argent du championnat d'Asie du contre-la-montre
- 2025
  -  Champion d'Asie du contre-la-montre par équipes mixtes
  -  Médaillé d'argent du championnat d'Asie du contre-la-montre

## Résultats sur les grands tours

### Tour de France
6 participations
- 2014 : 130e
- 2015 : 131e
- 2017 : 115e
- 2018 : hors délais (12e étape)
- 2021 : 113e
- 2022 : 114e

### Tour d'Italie
1 participation
- 2013 : 146e

### Tour d'Espagne
2 participations
- 2016 : 119e
- 2020 : 93e

## Classements mondiaux
| Année                                 | 2006 | 2007 | 2008  | 2009  | 2010 | 2011 | 2012 | 2013 | 2014 | 2015 | 2016 | 2017  | 2018 | 2019 | 2020 | 2021 | 2022  | 2023 | 2024 |
| ------------------------------------- | ---- | ---- | ----- | ----- | ---- | ---- | ---- | ---- | ---- | ---- | ---- | ----- | ---- | ---- | ---- | ---- | ----- | ---- | ---- |
| UCI World Tour                        |      |      |       |       |      |      | nc   | nc   | nc   | nc   | nc   | 405e  | nc   |      |      |      |       |      |      |
| Classement mondial                    |      |      |       |       |      |      |      |      |      |      | 620e | 671e  | nc   | 366e | nc   | nc   | 1970e | 411e | 368e |
| UCI Europe Tour                       | nc   | nc   | 1077e | 1079e | nc   | nc   |      |      |      |      | 740e | 1236e | nc   |      |      |      |       |      |      |
| UCI Asia Tour                         | 35e  | nc   | 192e  | 37e   | 103e | 14e  |      |      |      |      | 176e | 79e   | nc   | 9e   | nc   | nc   | 195e  | 19e  | 6e   |
|                                       |      |      |       |       |      |      |      |      |      |      |      |       |      |      |      |      |       |      |      |
| Légende : nc = non classéSource : UCI |      |      |       |       |      |      |      |      |      |      |      |       |      |      |      |      |       |      |      |